# 멕시코흙파는쥐속
멕시코흙파는쥐속 또는 멕시코주머니고퍼속(Pappogeomys)는 흙파는쥐과에 속하는 설치류 속이다. 2종으로 이루어져 있다. 꼬리 길이 5~8.5cm를 제외한 몸길이가 13~17.5cm이다.

## 하위 종
- 알콘흙파는쥐 (P. alcorni) - 멕시코 할리스코주 산악 지대의 토착종
- 불러흙파는쥐 (P. bulleri) - 멕시코 나야리트주와 콜리마주에 분포